# タロム航空
タロム航空（ルーマニア語：Tarom, Transporturile Aeriene ROMâneの略称）は、ルーマニアの航空会社であり、同国のいわゆる「フラッグキャリア」である。原語であるルーマニア語での意味は「ルーマニア航空輸送」である。

## 歴史

### 黎明期

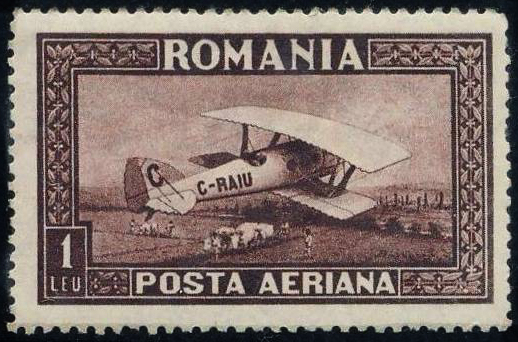
Blériot-SPAD S.46

1920年にCFRNAとして設立された。フランス製のポテ15を使ってパリとブカレストとをいくつかの中央ヨーロッパの都市を経由して結ぶ旅客便と貨物便のサービスを行った。1925年にはガラツィがルーマニア国内で初の定期便就航地となり、1926年6月24日までにヤシとキシナウにも就航し国内の就航先を拡大した。ポテ15に加えて10機のデ・ハビランド DH.9と5機のアンサルド A.300を導入し運用した。1928年には名前をSNNAに改称した。1930年にはLARESの名前を採用し、1937年に競争相手であったSARTAとの合併まで使用した。

### 第二次世界大戦後

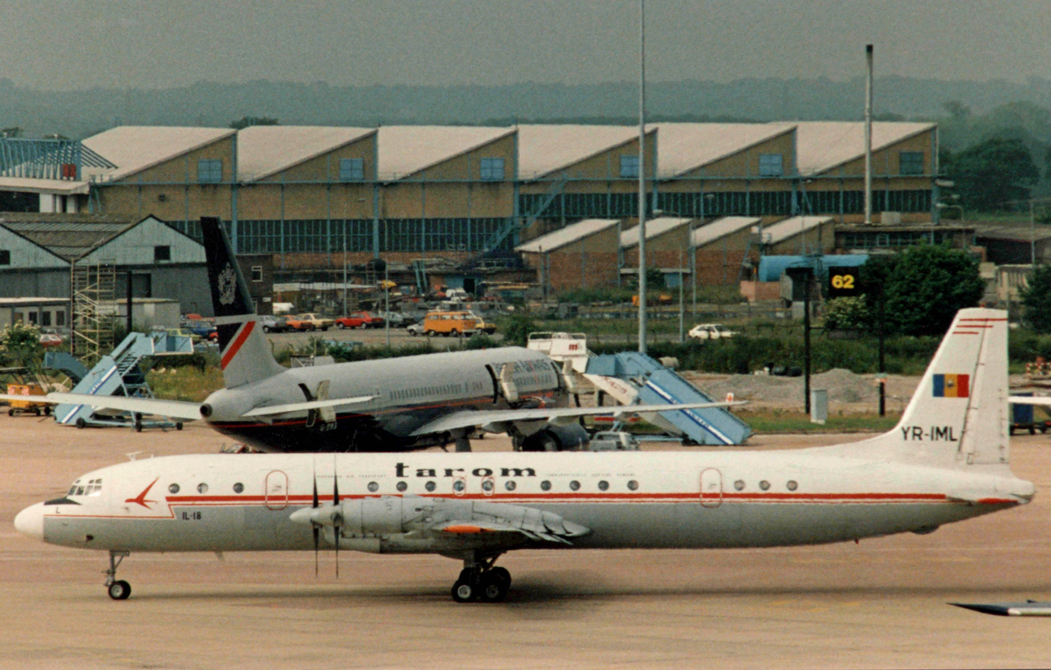
タロムのIl-18D 1988年マンチェスター空港にて

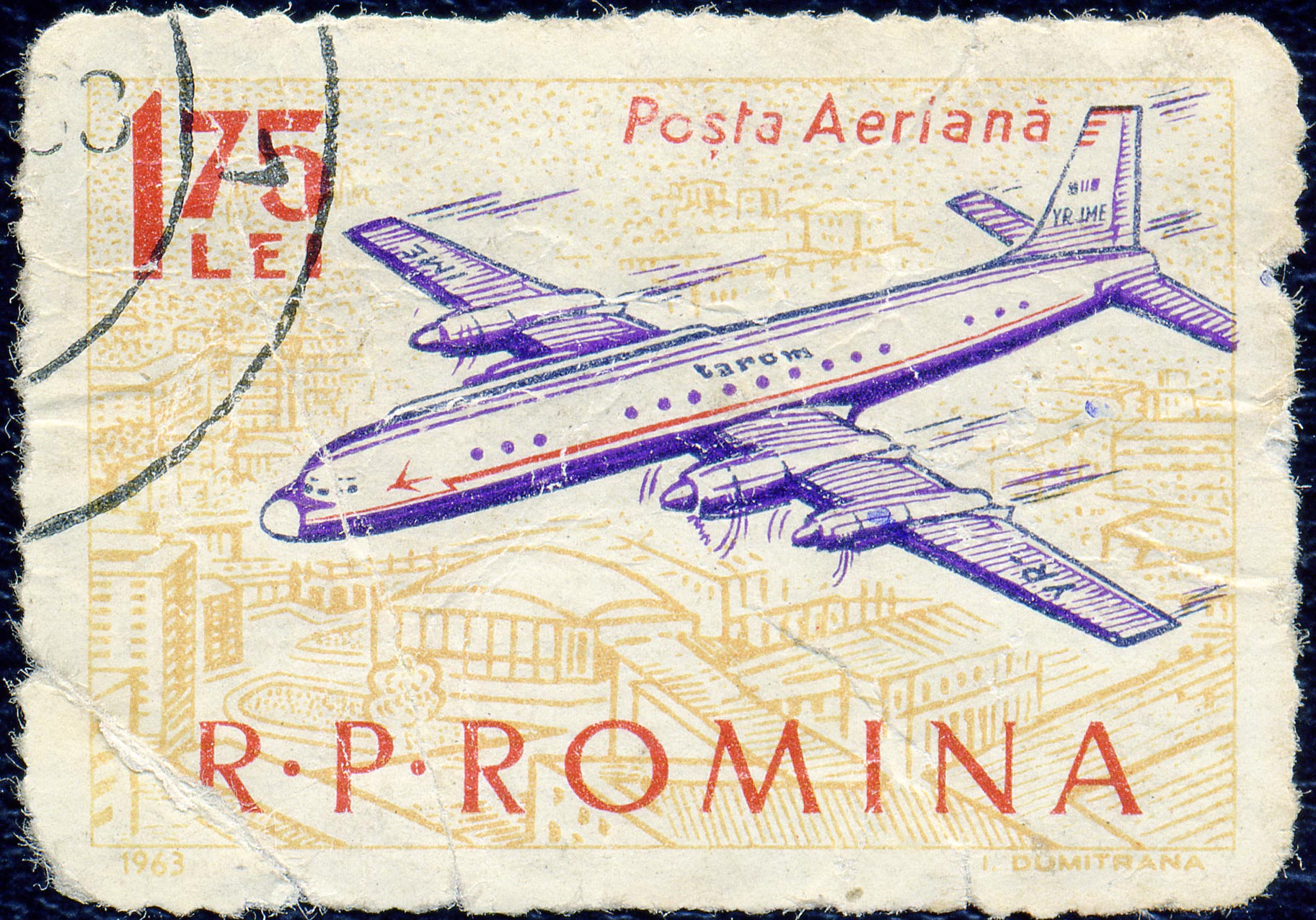
Il-18

第二次世界大戦後、ソ連が影響力を東欧で拡大しており、そのためTARSが1945年8月に設立され、ソ連政府とルーマニア政府で共同で所有された。 国内線のサービスは1946年2月1日にブカレストのバニャサ空港で開始された。後にソ連政府の航空会社の持ち分はルーマニア政府によって買い取られ、そして1954年9月18日にTARSはTAROMの名前へ改称した。1960年までにはTAROMはヨーロッパ中の12都市に就航した。1966年には初の大西洋横断飛行を行った。1974年5月14日にはニューヨークのジョン・F・ケネディ国際空港への定期便の就航を開始した。 

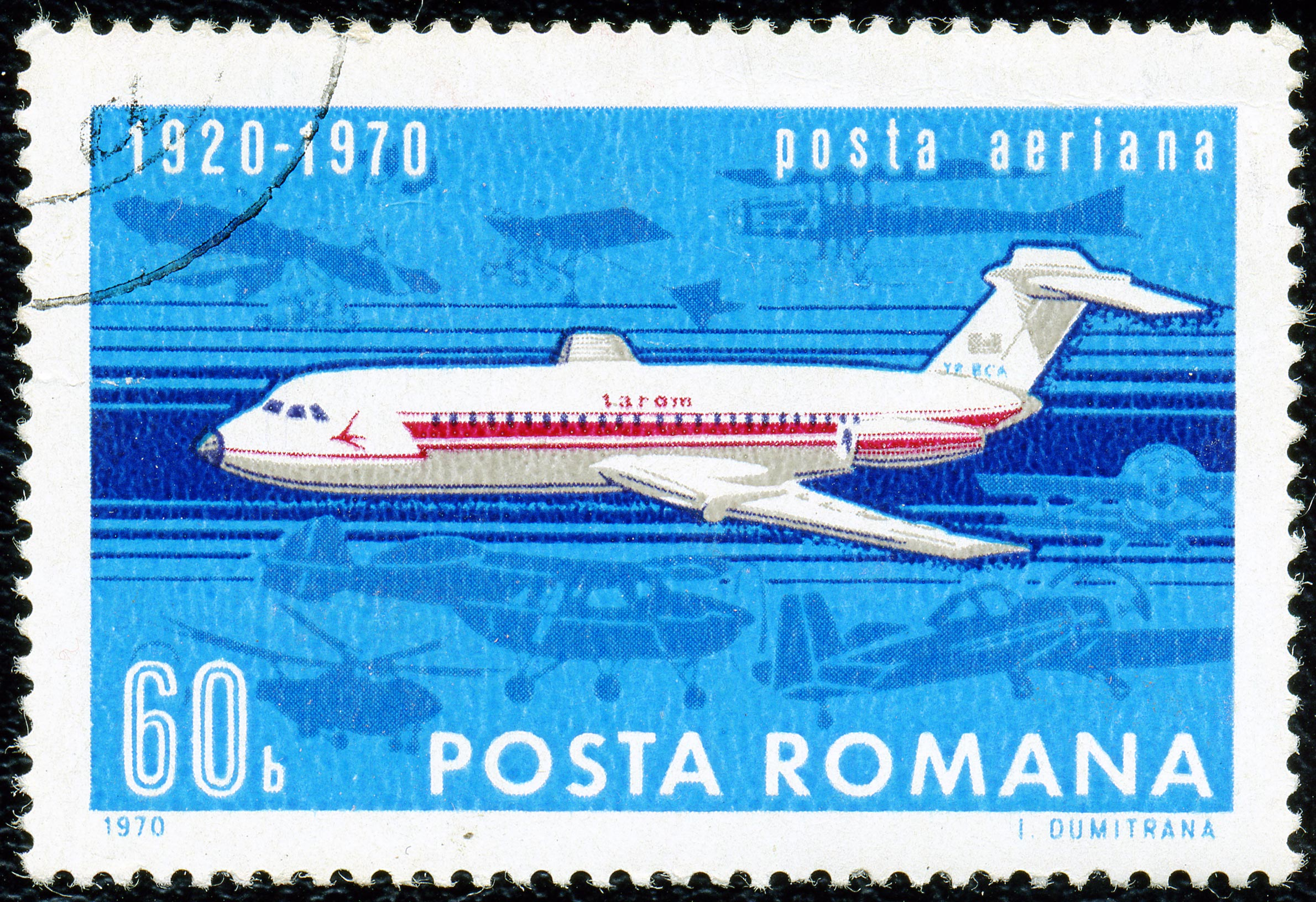
50周年記念切手におけるBAC 1-11

ルーマニアは東側陣営地域の国々の一員であったため、そのフラッグキャリアであるTAROMは長い間ソ連製の航空機を使用してきた。具体的な機種としてはLi-2、Il-14、Il-18といった長距離向けのターボプロップエンジン旅客機、Il-62といった長距離向けのジェット旅客機、An-24といった国内線向けのターボプロップエンジン旅客機、そしてTu-154中距離向け3発ジェット旅客機を運航していた。東側陣営の他の国の航空会社と同様、初の長距離ジェット旅客機としてIl-62を1973年に導入、運用が開始された。TAROMが所有していた5機のIl-62(3機のIl-62と2機の最新版のIl-62Mで航続距離10,000 km)は、他の航空会社へのリースも行われた。
ソ連機を導入しなかった例外として、1968年にTAROMがBAC 1-11をヨーロッパと中東路線へ導入したことと、1974年にボーイング707機を長距離旅客機Il-62の路線でともに利用するためとして導入したことだった。1978年にはイギリスとブカレスト近郊のバニャサでBAC 1-11の製造を可能にするRombacに調印した。 同時に、ボーイング707とIl-62の長距離旅客機をニューヨーク路線（アムステルダム経由、のちにロンドン経由、ウィーン経由となる）、アブダビ-バンコク-シンガポール路線、カラチ-北京路線に投入した。 また、TAROMは東側陣営の航空会社で唯一イスラエルのテルアビブに就航していた。
1970年9月14日、ブカレストからプラハに向かうBAC 1-11旅客機が拳銃で武装した男らにハイジャックされた。航空機は西ドイツのミュンヘン国際空港に着陸、男らとその家族5人はハンガリー人で、投降した後に政治亡命を求めた。

### 1990年代

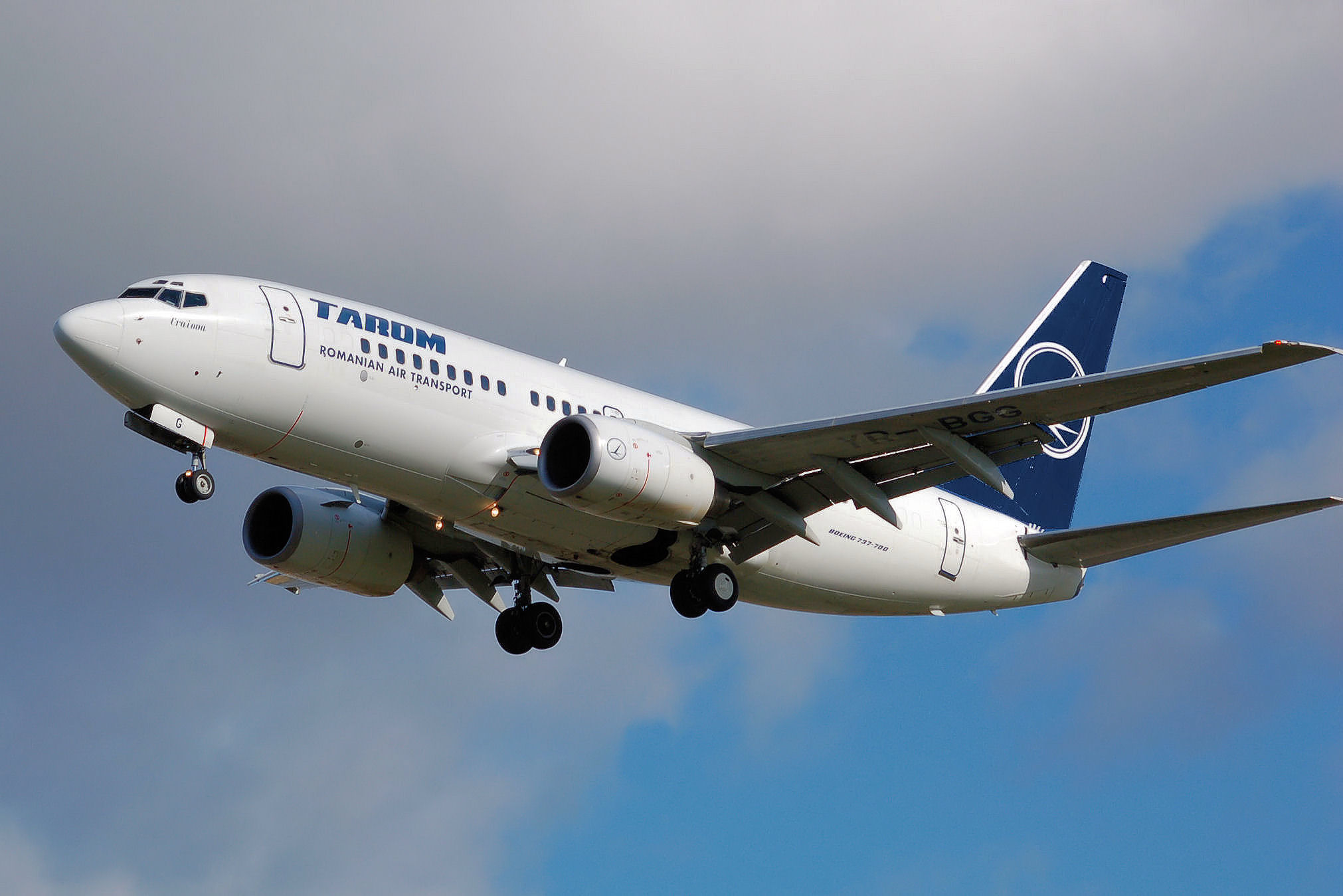
ボーイング737-700 "Craiova" 1990年代の塗装機

1989年のルーマニア革命で共産主義のニコラエ・チャウシェスク独裁政権が崩壊することで、ようやくTAROMは西側の機材を購入することができるようになった。1993年までに、Il-62とエアバスA310を用いてモントリオールとバンコクへの長距離航空路線を開設した。
1990年代中、長距離向けの旅客機は、ボーイング707やIL-62に代わって2機のA310を導入し、3機目はリースした。（最後のIl-62は1999年に売れた。） 2001年には不採算路線であった長距離路線のバンコク路線とモントリオール路線を廃止し、そして長らく続いていた大陸間の路線である北京路線を2003年に、シカゴ路線を2002年に、ニューヨーク路線を2003年に廃止した。
国内線でも不採算路線であったクラヨーヴァ路線、トゥルチャ路線、カランセベシュ路線、コンスタンツァ路線を廃止し、ヨーロッパ路線と中東路線に重点を置いてサービスを行っている。2004年は過去10年の中でもっとも収益の上がった年となった。

### 2000年以降

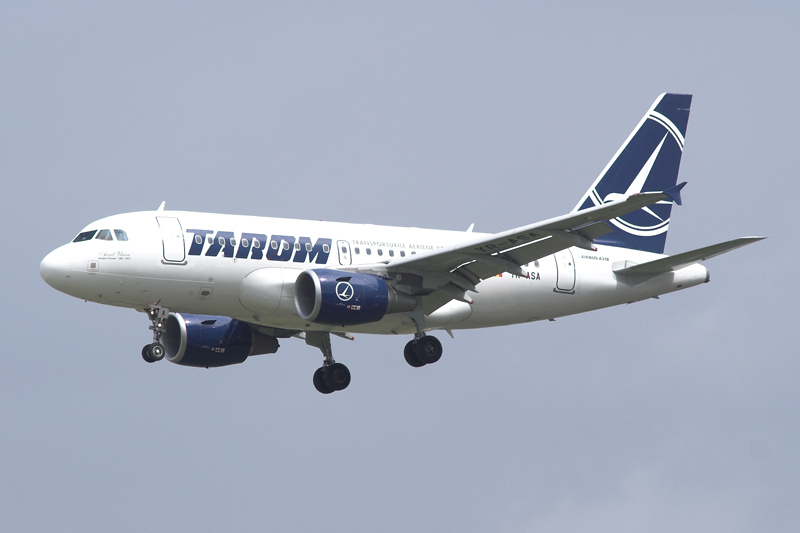
エアバスA318 "Aurel Vlaicu、最新塗装機

TAROMは1990年代に不採算路線が原因で年間6800万ドルを損失していた困難な頃からは回復しつつある。2000年代初頭、TAROMは利益を蓄積することを目標としたプログラムを開始した。これは、不採算路線である大陸間の路線を廃止することで達成された。 

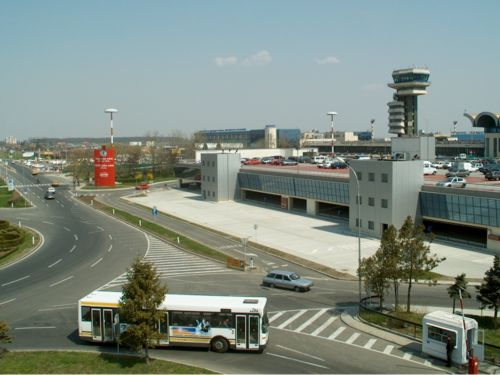
TAROMの本社が置かれているアンリ・コアンダ国際空港

TAROMはブカレストのアンリ・コアンダ国際空港とクルージュ＝ナポカ国際空港を拠点とすることを決め、シビウ国際空港から直接国際線を運航する事を開始した。コードシェアはいくつかの外国の提携航空会社といくつかの国際線で行っている。 
機種のグレードアッププログラムが2006年に始まり、4機のエアバスA318、3機のボーイング737-800、2機のATR 72-500を得た
。これによって、2009年での機体数が26機に増えた。
TAROMのマイレージサービスはSmart Milesであったが、2010年6月5日にFlying Blueに変更された。
2010年6月25日に、TAROMはスカイチームの13番目の会員として加盟した。

## 就航路線
ヨーロッパ諸国を中心に中東地域にも就航している。
| タロム航空 就航都市（2024年11月現在） | タロム航空 就航都市（2024年11月現在） | タロム航空 就航都市（2024年11月現在）          | タロム航空 就航都市（2024年11月現在） | タロム航空 就航都市（2024年11月現在） |
| ------------------------------------- | ------------------------------------- | ---------------------------------------------- | ------------------------------------- | ------------------------------------- |
| 国                                    | 都市                                  | 空港                                           | 備考                                  |                                       |
| ヨーロッパ                            |                                       |                                                |                                       |                                       |
| ルーマニア                            | ブカレスト                            | アンリ・コアンダ国際空港                       | ハブ空港                              |                                       |
| ルーマニア                            | バヤ・マレ                            | マラムレシュ空港                               |                                       |                                       |
| ルーマニア                            | クルージュ＝ナポカ                    | クルージュ＝ナポカ国際空港                     |                                       |                                       |
| ルーマニア                            | ヤシ                                  | ヤシ国際空港                                   |                                       |                                       |
| ルーマニア                            | オラデア                              | オラデア国際空港                               |                                       |                                       |
| ルーマニア                            | サトゥ・マーレ                        | サトゥマーレ国際空港                           |                                       |                                       |
| ルーマニア                            | スチャヴァ                            | スチャヴァ・ステファン・チェル・マーレ国際空港 |                                       |                                       |
| ルーマニア                            | ティミショアラ                        | ティミショアラ・トライアン・ヴイア国際空港     |                                       |                                       |
| ベルギー                              | ブリュッセル                          | ブリュッセル国際空港                           |                                       |                                       |
| ブルガリア                            | ソフィア                              | ソフィア空港                                   |                                       |                                       |
| クロアチア                            | ザグレブ                              | ザグレブ国際空港                               |                                       |                                       |
| チェコ                                | プラハ                                | ヴァーツラフ・ハヴェル・プラハ国際空港         |                                       |                                       |
| デンマーク                            | コペンハーゲン                        | コペンハーゲン空港                             |                                       |                                       |
| エストニア                            | タリン                                | タリン空港                                     |                                       |                                       |
| フィンランド                          | タンペレ                              | タンペレ＝ピルッカラ空港                       |                                       |                                       |
| フランス                              | リヨン                                | リヨン・サン＝テグジュペリ国際空港             |                                       |                                       |
| フランス                              | マルセイユ                            | マルセイユ・プロヴァンス空港                   |                                       |                                       |
| フランス                              | モンペリエ                            | モンペリエ・メディテラネ空港                   |                                       |                                       |
| フランス                              | ニース                                | コート・ダジュール空港                         |                                       |                                       |
| フランス                              | パリ                                  | シャルル・ド・ゴール国際空港                   |                                       |                                       |
| フランス                              | ポー                                  | ポー・ピレネー空港                             |                                       |                                       |
| フランス                              | ストラスブール                        | ストラスブール国際空港                         |                                       |                                       |
| フランス                              | トゥールーズ                          | トゥールーズ・ブラニャック空港                 |                                       |                                       |
| ドイツ                                | フランクフルト                        | フランクフルト空港                             |                                       |                                       |
| ギリシャ                              | アテネ                                | アテネ国際空港                                 |                                       |                                       |
| ギリシャ                              | テッサロニキ                          | テッサロニキ・マケドニア国際空港               |                                       |                                       |
| ハンガリー                            | ブダペスト                            | フェレンツ・リスト国際空港                     |                                       |                                       |
| アイルランド                          | ダブリン                              | ダブリン空港                                   |                                       |                                       |
| イタリア                              | バーリ                                | バーリ空港                                     |                                       |                                       |
| イタリア                              | ボローニャ                            | ボローニャ・ボルゴ・パニゴーレ空港             |                                       |                                       |
| イタリア                              | ブリンディジ                          | ブリンディジ空港                               |                                       |                                       |
| イタリア                              | カターニア                            | カターニア＝フォンターナロッサ空港             |                                       |                                       |
| イタリア                              | フィレンツェ                          | フィレンツェ＝ペレトラ空港                     |                                       |                                       |
| イタリア                              | ジェノヴァ                            | ジェノヴァ＝セストリ空港                       |                                       |                                       |
| イタリア                              | ミラノ                                | ミラノ・リナーテ空港                           |                                       |                                       |
| イタリア                              | ナポリ                                | ナポリ・カポディキーノ国際空港                 |                                       |                                       |
| イタリア                              | パレルモ                              | ファルコーネ・ボルセリーノ国際空港             |                                       |                                       |
| イタリア                              | レッジョ・ディ・カラブリア            | レッジョ・カラブリア空港                       |                                       |                                       |
| イタリア                              | ローマ                                | フィウミチーノ空港                             |                                       |                                       |
| イタリア                              | トリノ                                | トリノ空港                                     |                                       |                                       |
| イタリア                              | ヴェネツィア                          | ヴェネツィア・テッセラ空港                     |                                       |                                       |
| ラトビア                              | リガ                                  | リガ国際空港                                   |                                       |                                       |
| リトアニア                            | ヴィリニュス                          | ヴィリニュス国際空港                           |                                       |                                       |
| モルドバ                              | キシナウ                              | キシナウ国際空港                               |                                       |                                       |
| モンテネグロ                          | ポドゴリツァ                          | ポドゴリツァ空港                               |                                       |                                       |
| モンテネグロ                          | ティヴァト                            | ティヴァト空港                                 |                                       |                                       |
| オランダ                              | アムステルダム                        | アムステルダム・スキポール空港                 |                                       |                                       |
| ノルウェー                            | オスロ                                | オスロ空港                                     |                                       |                                       |
| ポルトガル                            | リスボン                              | ウンベルト・デルガード空港                     |                                       |                                       |
| ポルトガル                            | ポルト                                | フランシスコ・サ・カルネイロ空港               |                                       |                                       |
| セルビア                              | ベオグラード                          | ベオグラード・ニコラ・テスラ空港               |                                       |                                       |
| スロベニア                            | リュブリャナ                          | リュブリャナ空港                               |                                       |                                       |
| スペイン                              | ア・コルーニャ                        | ア・コルーニャ空港                             |                                       |                                       |
| スペイン                              | バルセロナ                            | バルセロナ・エル・プラット国際空港             |                                       |                                       |
| スペイン                              | ビルバオ                              | ビルバオ空港                                   |                                       |                                       |
| スペイン                              | グラン・カナリア島                    | グラン・カナリア空港                           |                                       |                                       |
| スペイン                              | マドリード                            | アドルフォ・スアレス・マドリード＝バラハス空港 |                                       |                                       |
| スペイン                              | マラガ                                | マラガ＝コスタ・デル・ソル空港                 |                                       |                                       |
| スペイン                              | パルマ・デ・マヨルカ                  | パルマ・デ・マヨルカ空港                       |                                       |                                       |
| スペイン                              | テネリフェ島                          | テネリフェ・ノルテ空港                         |                                       |                                       |
| スペイン                              | ビーゴ                                | ビーゴ・ペイナドール空港                       |                                       |                                       |
| スウェーデン                          | ヨーテボリ                            | ヨーテボリ・ランドヴェッテル空港               |                                       |                                       |
| スウェーデン                          | ストックホルム                        | ストックホルム・アーランダ空港                 |                                       |                                       |
| イギリス                              | ロンドン                              | ロンドン・ヒースロー空港                       |                                       |                                       |
| アジア（中東）                        |                                       |                                                |                                       |                                       |
| イスラエル                            | テルアビブ                            | ベン・グリオン国際空港                         |                                       |                                       |
| ヨルダン                              | アンマン                              | クィーンアリア国際空港                         |                                       |                                       |
| レバノン                              | ベイルート                            | ラフィク・ハリリ国際空港                       |                                       |                                       |
| サウジアラビア                        | リヤド                                | キング・ハーリド国際空港                       |                                       |                                       |
| トルコ                                | アンカラ                              | エセンボーア国際空港                           |                                       |                                       |
| トルコ                                | アンタルヤ                            | アンタルヤ空港                                 |                                       |                                       |
| トルコ                                | ボドルム                              | ミラス＝ボドルム空港                           |                                       |                                       |
| トルコ                                | イスタンブール                        | イスタンブール空港                             |                                       |                                       |
| トルコ                                | イズミル                              | アドナン・メンデレス空港                       |                                       |                                       |
| アフリカ                              |                                       |                                                |                                       |                                       |
| エジプト                              | カイロ                                | カイロ国際空港                                 |                                       |                                       |
| 北アメリカ                            |                                       |                                                |                                       |                                       |
| アメリカ合衆国                        | マイアミ                              | マイアミ国際空港                               |                                       |                                       |
| アメリカ合衆国                        | ニューヨーク                          | ジョン・F・ケネディ国際空港                    |                                       |                                       |

## 機材

### 現在の保有機材
| 機材              | 保有数 | 発注数 | 座席数 | 座席数 | 座席数 | 備考                  |
| 機材              | 保有数 | 発注数 | J      | Y      | 計     | 備考                  |
| ----------------- | ------ | ------ | ------ | ------ | ------ | --------------------- |
| ATR 72-500        | 2      | -      | -      | 68     | 68     |                       |
| ATR 72-600        | 4      | 3      | -      | 72     | 72     |                       |
| ボーイング737-700 | 4      | -      | 14     | 102    | 116    |                       |
| ボーイング737-800 | 4      | -      | 16     | 144    | 160    |                       |
| ボーイング737-800 | 4      | -      | -      | 189    | 189    |                       |
| ボーイング737-8   | -      | 7      | -      | 189    | 189    | 2025年8月より受領予定 |
| 計                | 14     | 10     |        |        |        |                       |

### 退役済機材
- エアバスA310-300
- エアバスA318-100
- アントノフ An-2
- アントノフ An-24
- ATR 42-300/500
- BAC 1-11-400/500
- ボーイング707
- ボーイング737-300/500
- イリューシン Il-14
- イリューシン Il-18
- イリューシン Il-62
- リスノーフ Li-2
- マクドネル・ダグラス DC-10-30
- ミル設計局 Mi-4
- ツポレフ Tu-154

### ギャラリー

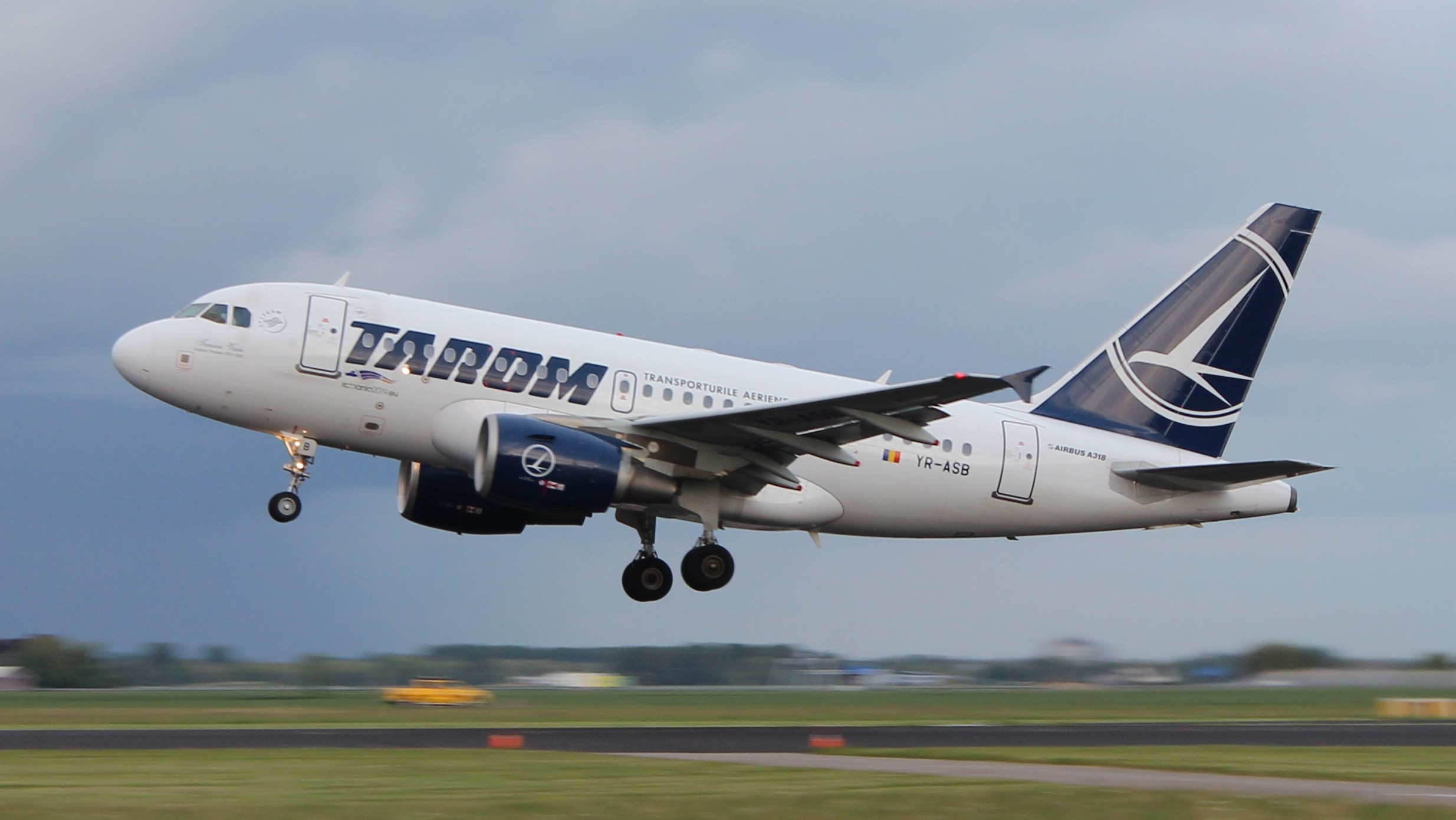
エアバスA318-100
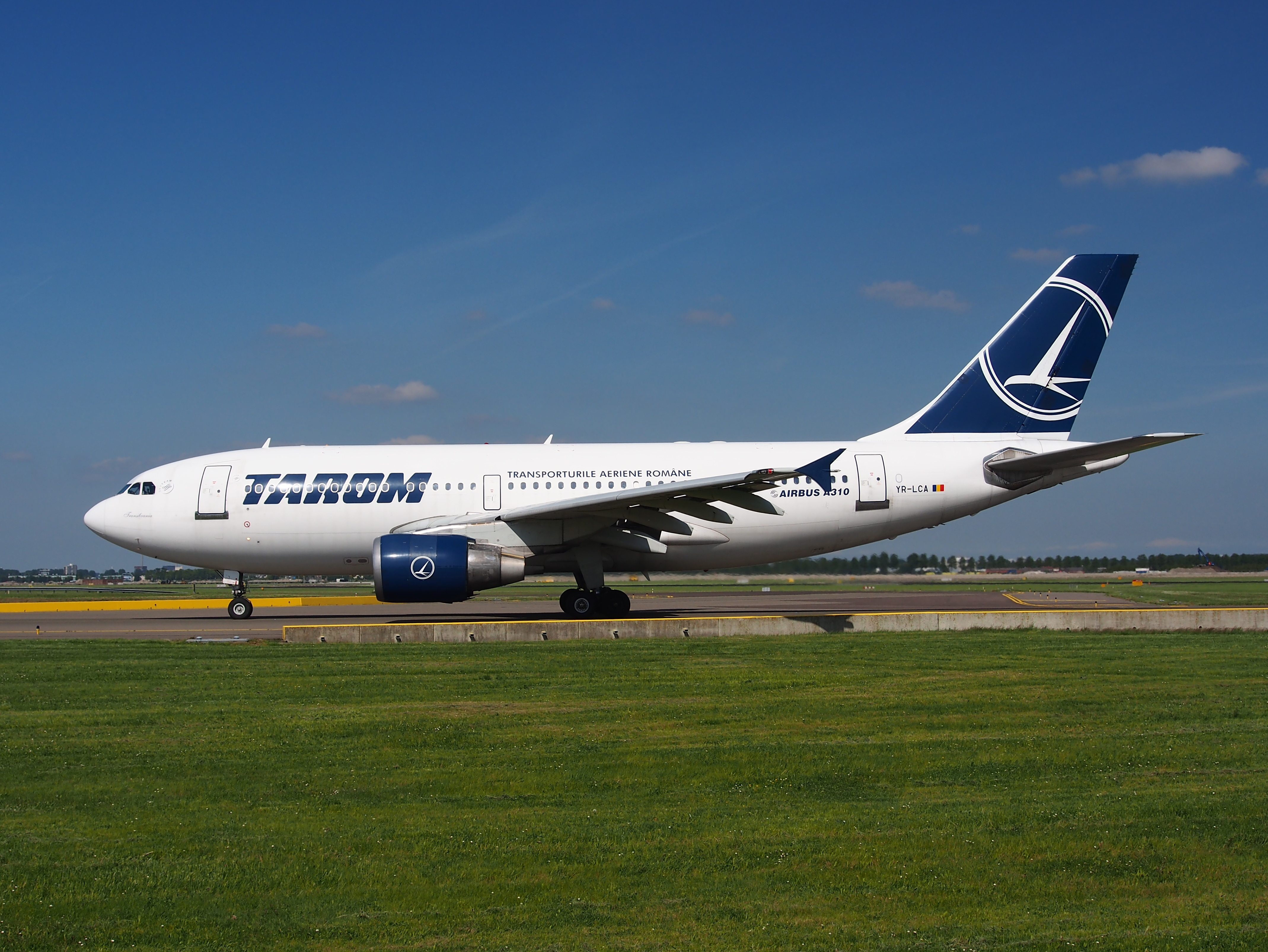
エアバスA310-300
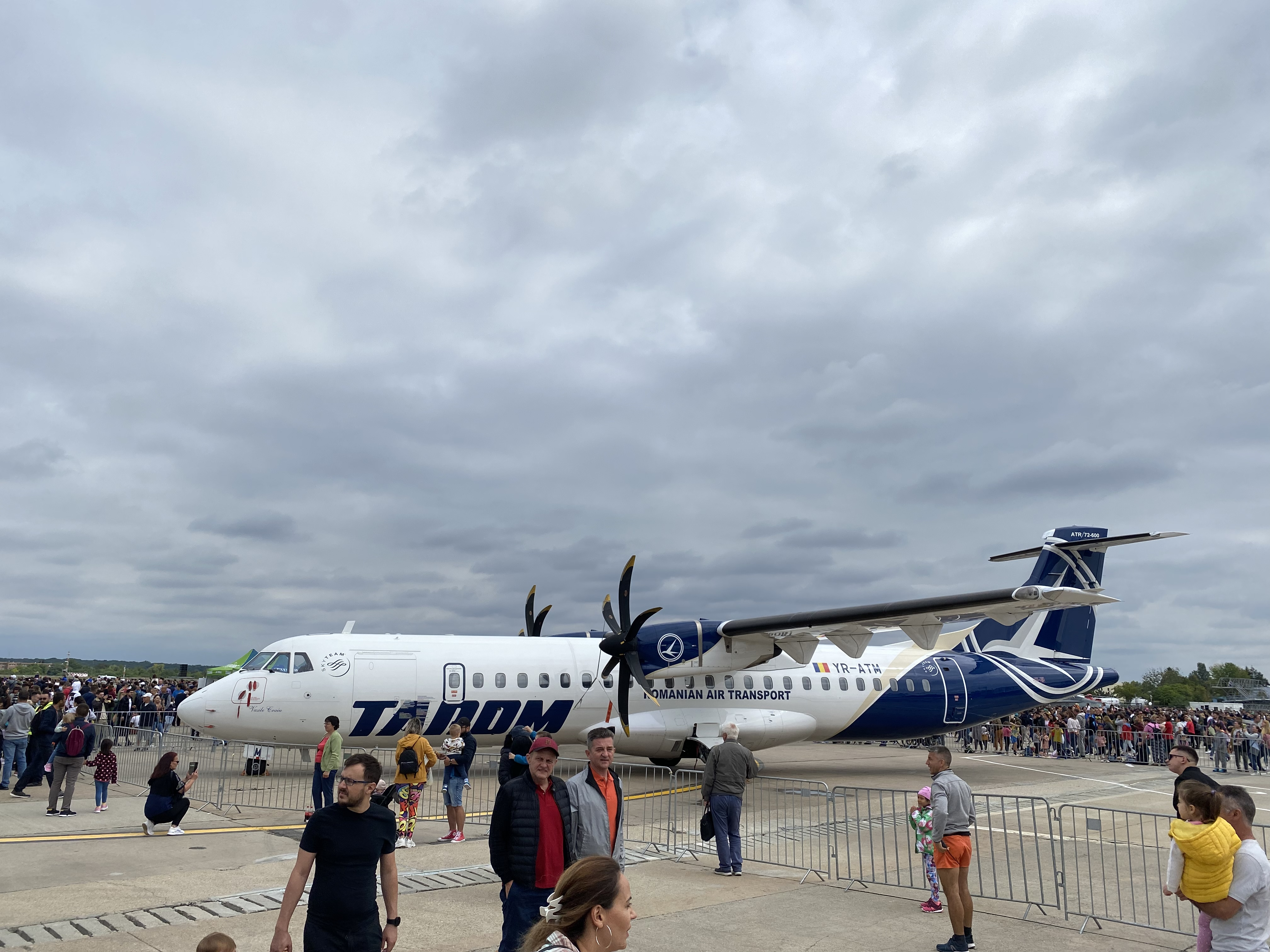
ATR 72-600
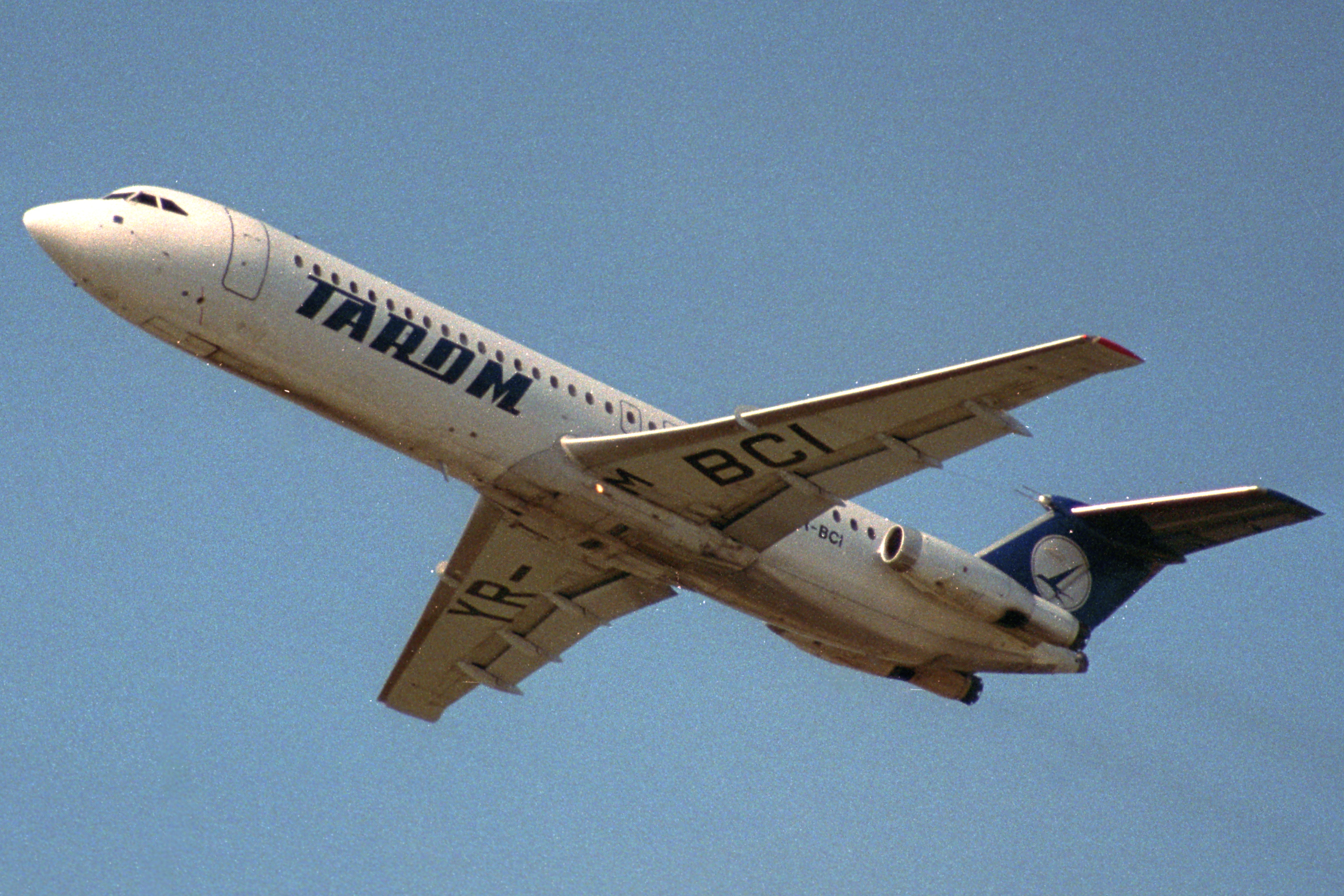
BAC 1-11-500
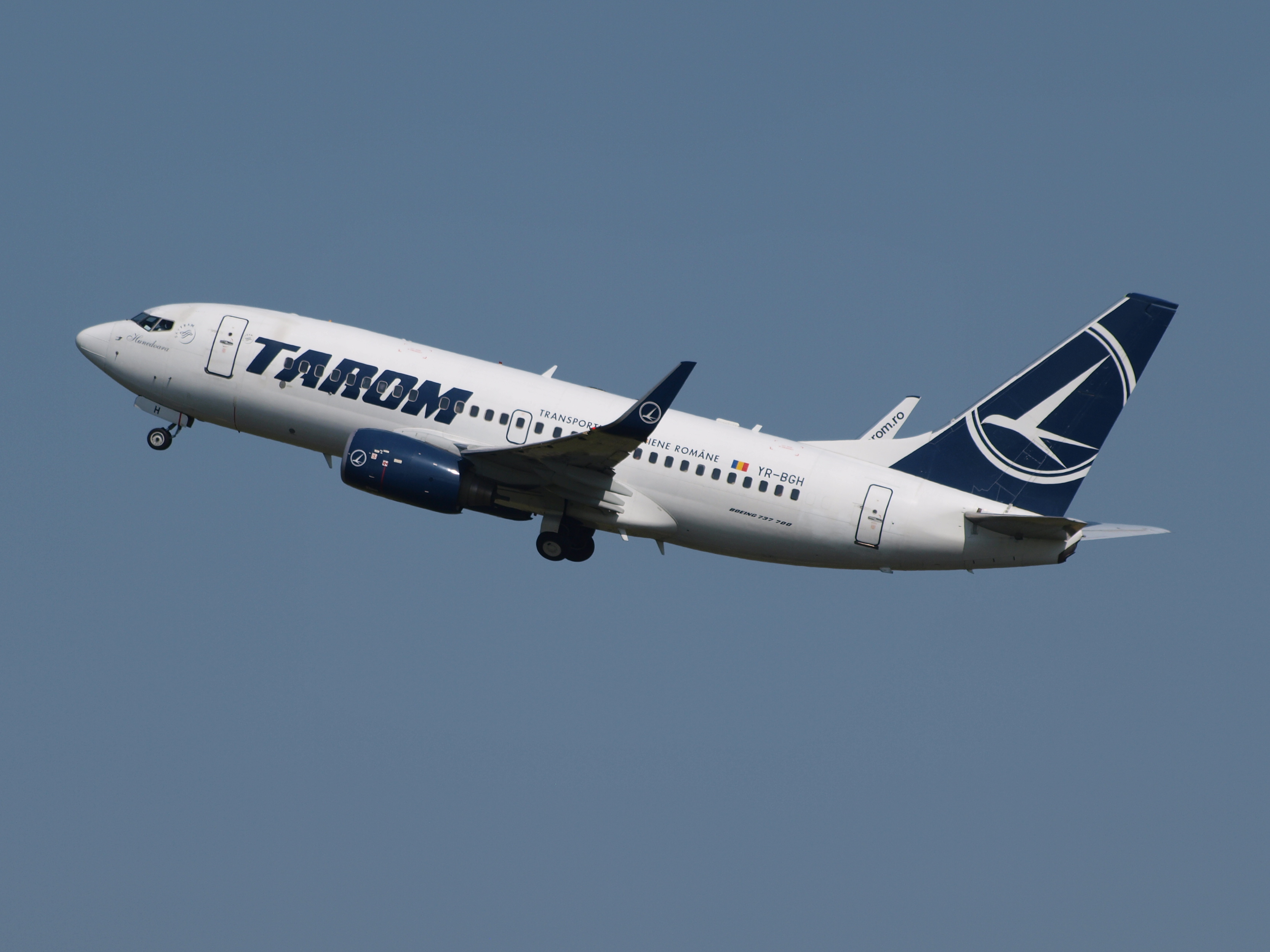
ボーイング737-700
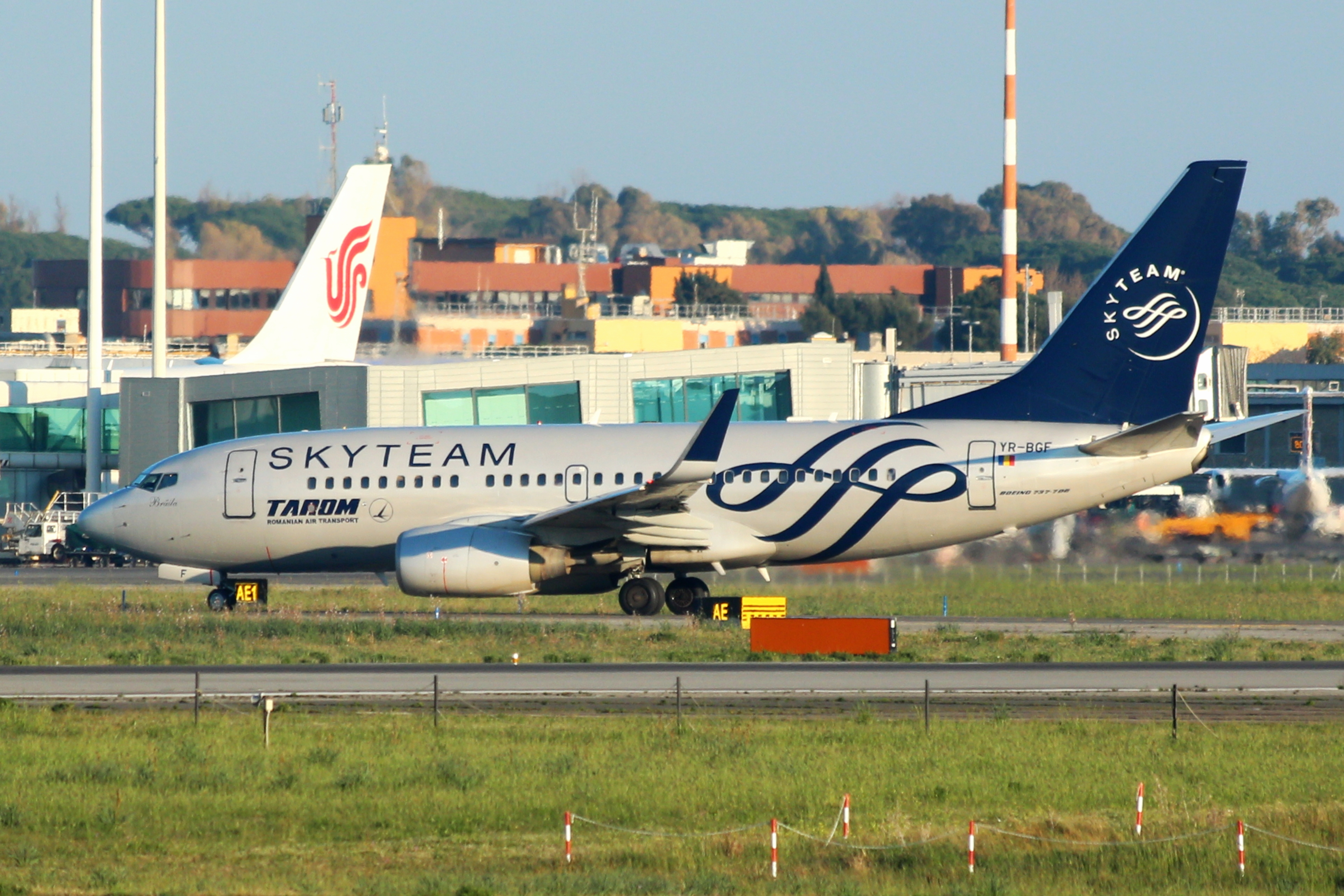
ボーイング737-700（スカイチーム塗装）
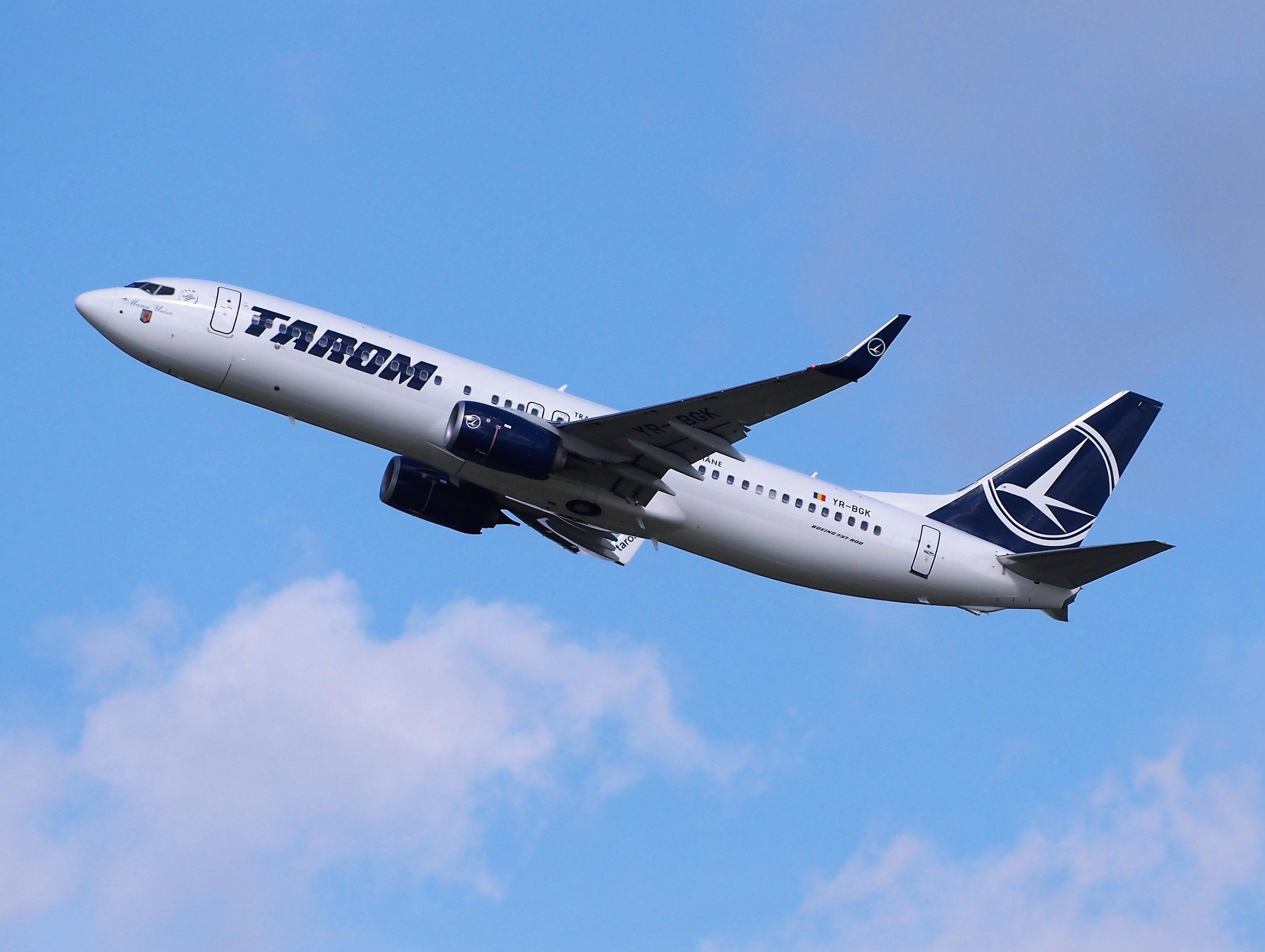
ボーイング737-800
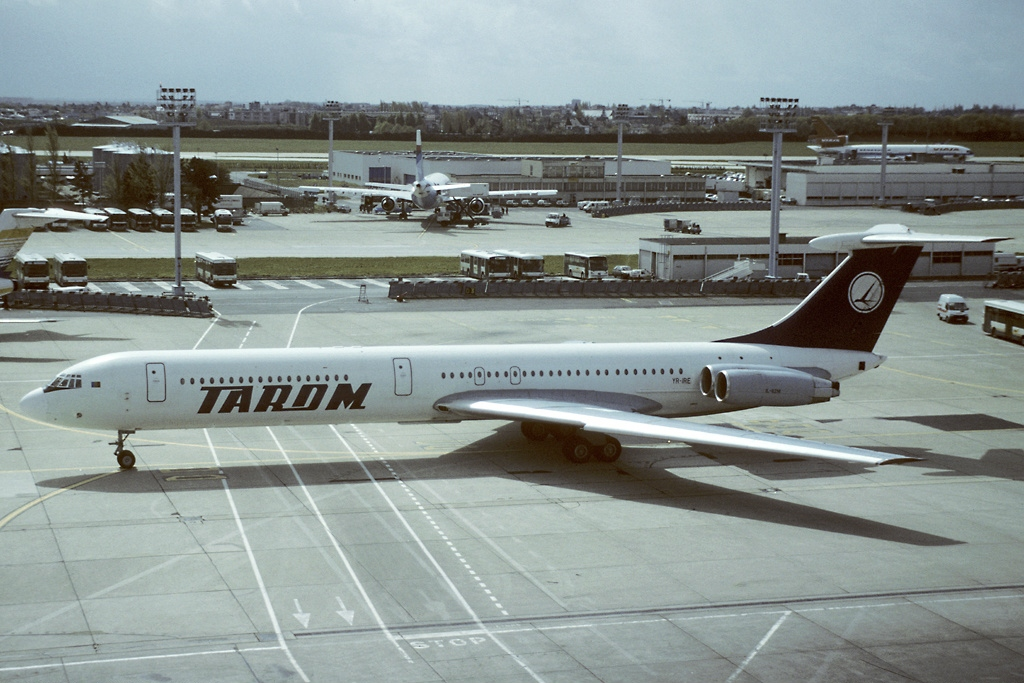
イリューシン Il-62M
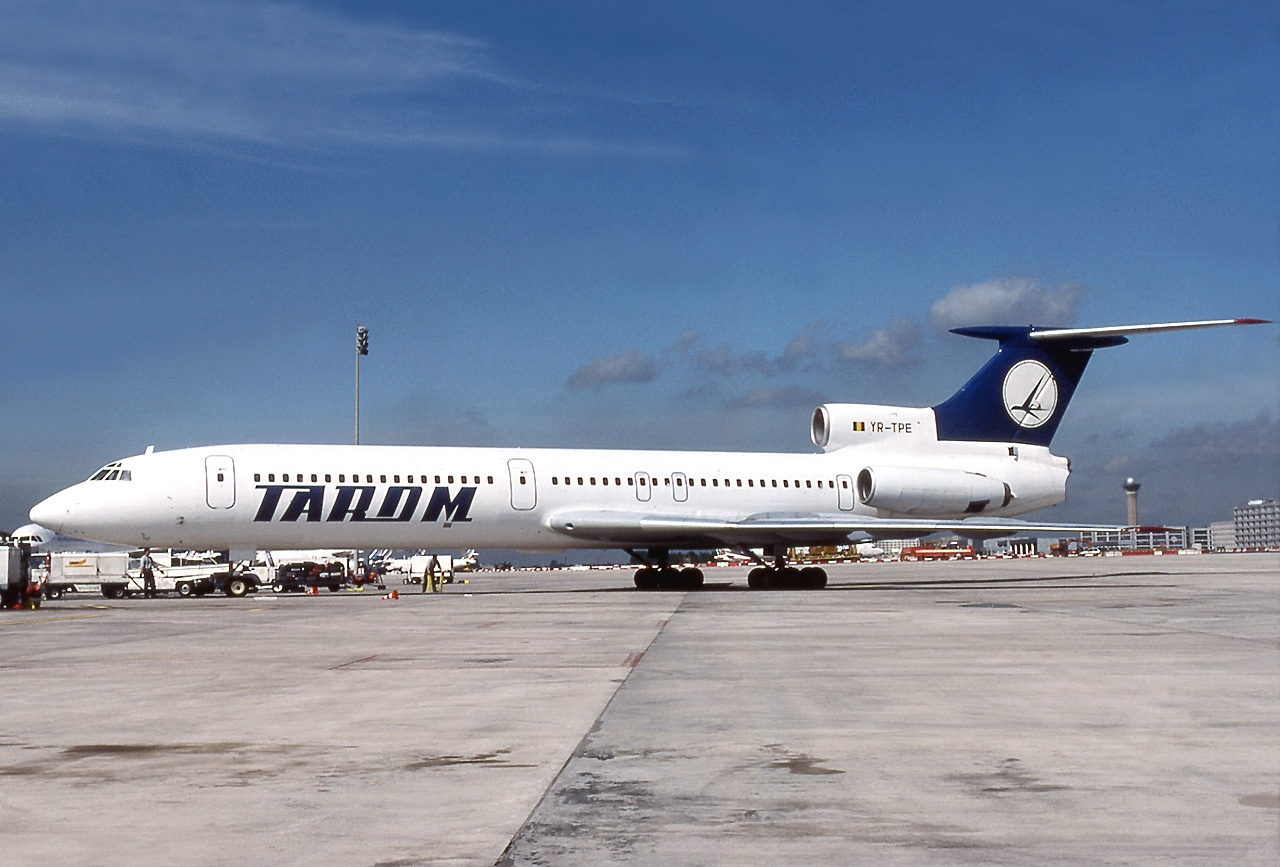
ツポレフ Tu-154B

## 事故
- タロム航空381便事故
- タロム航空371便墜落事故